# Mannheimer Manieren
Als Mannheimer Manieren wird eine Gruppe musikalischer Effekte oder Figuren bezeichnet, die von der Mannheimer Schule entwickelt oder verwendet wurde. Dazu zählen Tremoli, gebrochene Akkorde, singendes Allegro, Rakete, Funken, Walze, Seufzer und die Bebung auf dem Clavichord. Die Namen der meisten einzelnen Effekte sowie der Begriff Mannheimer Manieren wurden im 19. Jahrhundert von Hugo Riemann geprägt.